# Dimitri Stuart
Baronul Dimitri Stuart (în rusă Дмитрий Фёдорович Стюарт; n. 30 mai 1838 – d. 14 aprilie 1902, Sankt Petersburg, Imperiul Rus) a fost un nobil și diplomat rus, primul ambasador al Rusiei în România.

## Biografie
A fost fiul baronului Fiodor Stuart și al Roxanei Moruzi. Străbunicul lui matern era domnitorul Constantin Moruzi. A intrat în serviciul diplomatic în 1859, iar, în 1876, a fost trimis ca agent diplomatic și consul la București, în Principatele Unite Române. În 1878, după ce România și-a dobândit independența, este ridicat la rangul de ambasador. În 1879 este numit director al Arhivei Principale de Stat și Sankt Petersburg a Ministerului Afacerilor Externe. A fost magistrat de onoare al ținutului Bender.
Stuart a decedat în 1902 în Sankt Petersburg.